# Jarmilaxipha ecuadorica
Jarmilaxipha ecuadorica är en insektsart som beskrevs av Otte, D. och Peck 1998. Jarmilaxipha ecuadorica ingår i släktet Jarmilaxipha och familjen syrsor. Inga underarter finns listade i Catalogue of Life.